# مقاطعة ويتزل (فرجينيا الغربية)
مقاطعة ويتزل هي مقاطعة في فيرجينيا الغربية، بلغ عدد سكانها 16٬583  نسمة، في 2010، عاصمتها نيو مارتينسفيل.

## الموقع
تشترك في الحدود مع:
- مقاطعة غرين
- مقاطعة دودريدج (فرجينيا الغربية).